# 库埃佩姆
库埃佩姆（Quepem），是印度果阿邦South Goa县的一个城镇。总人口12484（2001年）。

## 人口
该地2001年总人口12484人，其中男性6227人，女性6257人；0—6岁人口1440人，其中男764人，女676人；识字率70.63%，其中男性为75.69%，女性为65.61%。